# Église Saint-Ladislas d'Angyalföld
L'église Saint-Ladislas (Szent László plébániatemplom) est une église catholique paroissiale de Budapest située dans le quartier d'Angyalföld sur Béke tér.